# Italicus (spiritueux)
Italicus – Rosolio di Bergamotto est la dénomination commerciale d’un spiritueux italien.

## Production et composition
La recette du spiritueux commercialisé depuis 2016 se fonde sur celle du rosolio de Turin. Produit dans une petite distillerie piémontaise, il utilise du cédrat de Sicile et de la bergamote de Calabre. 
Ces deux ingrédients, socles de ce rosolio de bergamote, sont ensuite rejoints par une combinaison, macérée, de lavande, de gentiane, de roses jaunes, de mélisse, prélevée dans le nord de l’Italie, ainsi que de camomille romaine du Latium.
En 2020, le groupe Pernod-Ricard prend une participation significative dans la marque.